# Corey Burton
Pour les articles homonymes, voir Burton.
Corey Burton est un acteur américain né le 3 août 1955 à West Los Angeles, Californie (États-Unis) prêtant sa voix à de nombreux personnages.

## Biographie
Corey Gregg Weinberg est né à Los Angeles.
Il se spécialise dans les voix de personnages à l'âge de 17 ans.
Il débute chez Disney au milieu des années 1980 sur un court métrage éducatif pour remplacer Hans Conried. Par la suite, on lui demande d'enregistrer de nombreux livres-disques pour Disneyland Records.
À partir des années 1980, il devient la voix officielle de plusieurs personnages des studios Disney dans la quasi-intégralité de leurs apparitions, voire à chaque apparition pour certains,. Ainsi, il prête son timbre au Capitaine Crochet, au professeur Ludwig Von Drake, à Tac, au Chapelier fou, au Lapin blanc ou encore à Grincheux ainsi que pour des parcs à thèmes de Walt Disney Parks and Resorts,.
En 1984, il devient la voix de plusieurs personnages de la série Transformers, dont notamment Shockwave, Brawn, Spike Witwicky ou encore Sunstreaker.
De 1996 à 2006, il prête sa voix à plusieurs personnages de DC Comics apparaissant dans les séries du DC Animated Universe, dont au super-villain Brainiac dans  Superman (1996-1998), Justice League (2001-2006) et Static Choc (2003),.
En 2001, il prête sa voix à Gaëtan « The Mole » Molière dans le film Atlantide, l'empire perdu, son « premier rôle majeur dans une distribution d'ensemble pour un long métrage de premier ordre ».
En 2002, Corey Burton prête sa voix au seigneur Sith Comte Dooku dans trois jeux vidéo Star Wars : Star Wars: The Clone Wars, Star Wars: Bounty Hunter et l'extension Clone Campaigns de Star Wars: Galactic Battlegrounds,,. L'acteur remplace ainsi Christopher Lee qui joue le personnage sur grand écran dans le film Star Wars, épisode II : L'Attaque des clones la même année, puis dans Star Wars, épisode III : La Revanche des Sith en 2005.
Il reprend le personnage entre 2003 et 2005 dans la série d'animation Star Wars: Clone Wars puis entre 2008 et 2014 dans la série d'animation Star Wars: The Clone Wars. Dans cette dernière, il prête également sa voix à d'autres personnages, dont à Ziro le Hutt et au chasseur de primes Cad Bane.
Il prête sa voix à Zeus dans la série de jeux God of War (2007-) et à Hugo Strange dans le jeu Batman: Arkham City (2011).
En 2015, il prête sa voix au mon calamari Quarrie dans un épisode de la deuxième saison de la série Star Wars Rebels. Ce personnage d'ingénieur est un hommage à l'illustrateur Ralph McQuarrie. L'acteur reprend le rôle en 2017 dans la série Star Wars : Les Aventures des Freemaker.
En 2021, il retrouve le personnage de Cad Bane dans la série d'animation Star Wars: The Bad Batch. Il reprend le rôle du chasseur de primes l'année d'après dans les deux derniers épisodes de la série en prise de vues réelles Le Livre de Boba Fett. Il reprend également le personnage du Count Dooku dans Tales of the Jedi, la série montrant le personnage durant sa période au sein de l'Ordre Jedi.

## Filmographie
Sauf indication contraire, les informations mentionnées dans cette section peuvent être confirmées par la base de données cinématographiques IMDb,  présente dans la section « Liens externes ».

### Cinéma

#### Films d'animation
- 1940 : Fantasia : Narrator (restauration 2000)
- 1980 : Closet Cases of the Nerd Kind (en) de Rick Harper : Narration and Character voices (voix)
- 1981 : Wolfen de Michael Wadleigh : ESS Voice (voix)
- 1982 :
  - The Adventures of Curious George (en) (voix)
  - Water Engine : Mag-Lev Man / Farmer (voix)
  - L'Épée sauvage (The Sword and the Sorcerer) de Albert Pyun : Additional Voices (voix)
- 1983 : Good-bye Cruel World (en) David Irving (en) : Voice Overs (voix)
- 1985 : Robotix (en) (vidéo) (voix)
- 1986 :
  - Critters de Stephen Herek : Critters (voix)
  - La Guerre des robots (The Transformers: The Movie) de Shin Nelson : Spike / Brawn / Shockwave (voix)
  - Transformers: Five Faces of Darkness (vidéo) : Spike Witwicky (voix)
- 1987 :
  - G.I. Joe: The Movie (vidéo) de Don Jurwich : Tomax (voix)
  - Cheeseburger film sandwich (Amazon Women on the Moon) de Michael Barrie (en) et Jim Mulholland (en) : Anchorman (segment "Murray in Videoland") / TV Announcer (segment "Amazon Women on the Moon") / Announcer (segment "Silly Pate")
- 1988 :
  - Disney Sing-Along-Songs: You Can Fly (en) (vidéo) : Professor Owl (voix)
  - Poltergeist 3 de Gary Sherman : Reverend Henry Kane (voix)
- 1989 :
  - Stanley and the Dinosaurs de John Clark Matthews : Stanley the caveman (voix)
  - Bobo Bidon (Tummy Trouble) : Orderly (voix)
  - Cranium Command de Jerry Rees : General Knowledge / Chicken / others (voix)
- 1990 :
  - Disney Sing-Along-Songs: Disneyland Fun (en) (vidéo) : White Rabbit (voix)
  - Lapin Looping (Roller Coaster Rabbit) : Droopy Dog (voix)
- 1991 :
  - Disney Sing-Along-Songs: Zip-a-Dee-Doo-Dah (en) (vidéo) : Professor Owl (voix)
  - Disney Sing-Along-Songs: Under the Sea (en) (vidéo) : Professor Owl (voix)
- 1992 :
  - Disney Sing-Along-Songs: Heigh-Ho (vidéo) : Professor Owl
  - Boris and Natasha (en) de Charles Martin Smith : Narrator (voix)
  - Porco Rosso (Kurenai no buta) d'Hayao Miyazaki : Additional Voices
  - Aladdin : Additional Voices (voix)
- 1993 :
  - Disney Sing-Along-Songs: Supercalifragilisticexpialidocious (vidéo) : Professor Owl (voix)
  - Panique au pique-nique (Trail Mix-Up) : Droopy Dog (voix)
- 1994 :
  - Disney Sing-Along-Songs: Be Our Guest (en) (vidéo) : Professor Owl (voix)
  - King of the 'B's : Additional Voices (voix)
  - L'Irrésistible North (North) : M. Chairmouse (voix)
  - Disney Sing-Along-Songs: The Bare Necessities (vidéo) : Professor Owl (voix)
  - Disney Sing-Along-Songs: Circle of Life (en) (vidéo) : Professor Owl (voix)
- 1995 :
  - Aladdin et le Roi des voleurs (Aladdin and the King of Thieves) (vidéo) : Additional Voices (voix)
  - A Goofy Movie : Wendell / Additional Voices (voix)
- 1996 :
  - The Best of Roger Rabbit (vidéo) : Droopy Dog (segments "Roller Coaster Rabbit" and "Trail Mix-Up) (voix)
  - Disney Sing-Along-Songs: Friend Like Me (vidéo) : Professor Owl (voix)
  - Disney's Greatest Video Volume 1 (vidéo) : Dale the Chipmunk / Ludwig von Drake (voix)
  - Disney Sing-Along-Songs: Colors of the Wind (vidéo) : Professor Owl, Ludwig von Drake (voix)
  - Ellen's Energy Adventure : Radio Newscaster / Traffic Reporter (voix)
  - Le Bossu de Notre-Dame (The Hunchback of Notre Dame) : Brutish Guard (voix)
  - Black Mask (Hak hap) : Commissioner (voix)
- 1997 : Hercule (Hercules) : Titans / Burnt Man / End-of-the World Man / Tour Bus Guide (voix)
- 1998 :
  - Mulan : Additional Voice (voix)
  - Les Razmoket, le film (The Rugrats Movie) : livreur (voix)
  - The Spirit of Mickey : Ludwig Von Drake (voix)
- 1999 :
  - Hercules: Zero to Hero (vidéo) : Zeus (voix)
  - The Cat in the Hat: The Ride : The Fish, Safety / Emergency Announcer (voix)
  - It's Tough to Be a Bug : Announcer / Bit Bug Parts (voix)
  - Hercules: Zero to Hero (vidéo) : Zeus (voix)
  - The Cat in the Hat: The Ride : The Fish, Safety / Emergency Announcer (voix)
  - It's Tough to Be a Bug : Announcer / Bit Bug Parts (voix)
  - Disney Sing-Along-Songs: Honor to Us All (vidéo) : Professor Owl (voix)
  - Gen 13 (vidéo) : Additional Voices (voix)
  - Allô la police (Dudley Do-Right) : Announcer  (voix)
  - Toy Story 2 : Additional Voices (voix)
  - Mickey, il était une fois Noël (Mickey's Once Upon a Christmas) (vidéo) : Dale (voix)
- 2000 : Bob's Video : Klaxon (voix)
- 2001 :
  - La Trompette magique (The Trumpet of the Swan) de Richard Rich : Senator (voix)
  - Atlantide, l'empire perdu (Atlantis: The Lost Empire) : Gaetan 'The Mole' Moliere (voix)
  - Mickey, la magie de Noël (Mickey's Magical Christmas: Snowed in at the House of Mouse) : Ludwig Von Drake, Mad Hatter, Grumpy, Gus, Captain Hook (voix)
- 2002 : Peter Pan 2 : Retour au Pays Imaginaire (Peter Pan II - Return to NeverLand) : James S. Crochet (voix)
- 2002 : Cendrillon 2 : Une vie de princesse (Cinderella II: Dreams Come True) (vidéo) : Gus (voix)
- 2002 Mickey, le club des méchants (Mickey's House of Villains) (vidéo) : Captain Hook / Chernabog / Narrator / Chief O'Hara (voix)
- 2002 La Planète au trésor, un nouvel univers (Treasure Planet) : Onus (voix)
- 2003 : Les Énigmes de l'Atlantide (Atlantis: Milo's Return) (vidéo) : Mole (voix)
- 2003 Stitch ! le film (vidéo) : Additional Voice (s) (voix)
- 2003 Brother Bear : Old Man Bear (voix)
- 2004 : Le Roi lion 3 : Hakuna Matata : Grincheux
- 2005 : Inside Walt's Story Meetings (vidéo) : Walt Disney (voix)
- 2005 Tom et Jerry : Destination Mars (Tom et Jerry Blast Off to Mars) (vidéo) : Martian Scientist
- 2014 : Scooby-Doo : Aventures en Transylvanie (Scooby-Doo! Frankencreepy) de Paul McEvoy : le fantôme du baron
- 2019 : Once Upon a Time… in Hollywood de Quentin Tarantino : l'annonceur de Bounty Law (voix)
- 2022 : Tic et Tac, les rangers du risque (Chip 'n Dale: Rescue Rangers) d'Akiva Schaffer : Zipper (voix)

- 2023 : Il était une fois un studio (Once Upon a Studio) de Dan Abraham et Trent Correy :  Ludwig Von Drake, Dale et Shere Khan (voix)

### Télévision

#### Téléfilm
- 1983 : Likely Stories, Vol. 3 : voix-off

#### Séries télévisées
- 2022 : Le Livre de Boba Fett (The Book of Boba Fett) : Cad Bane (voix, saison 1, épisodes 6 et épisode 7)

#### Téléfilms d'animation
- 1987 : LBJ: The Early Years (en) : Newsreel Announcer
- 1989 : Chip 'N Dale's Rescue Rangers to the Rescue: Zipper / Dale / Snout / Mole
- 1990 : Outer Bounds : le narrateur
- 1991 : First Flight : le narrateur
- 1991 : Those Who Dare : le narrateur[réf. nécessaire]
- 1994 : Adventures in Diving : le narrateur
- 1994 : Snow Monkeys : le narrateur
- 1996 : Disney Fair : Captain Hook, Mr. Smee et Show Announcer[réf. nécessaire]
- 1996 : Superman: The Last Son of Krypton Brainiac
- 1998 : The Batman/Superman Movie : divers personnages
- 1999 : Boo Boo Runs Wild : Ranger John Smith et Moose
- 1999 : A Day in the Life of Ranger Smith : Ranger John Smith
- 1999 : Batman Beyond: The Movie : Kaznian Minister of Commerce Vilmos Egan, Barge Captain

#### Séries d'animation
- 1981 - 1982 : Spider-Man : Lézard
- 1984 : Transformers : Alpha Trion (Jeune) / Brawn / Shockwave / Sunstreaker / Wideload / Spike Witwicky / Dion / Vector Sigma
- 1985 : Robotix : Goon, Kanok, Tauron
- 1985-1986 : G.I. Joe : Tomax, George Lanceburg, Shawn O'Hara, Own Van Mark
- 1986-1991 : Les Gummi (The Gummi Bears) : Toadwort (Toadie) / Gruffi (54 épisodes)
- 1987-1989 : La Bande à Picsou (DuckTales) : Ludwig Von Drake et Phil Barker (3 épisodes)
- 1988 : Runaway Ralph : Chum
- 1989 : Tic et Tac, les rangers du risque (Chip 'n Dale Rescue Rangers) : Dale
- 1990 : Super Baloo (TaleSpin) : Mr. Sulton
- 1991 : James Bond Junior : James Bond Jr.
- 1992 : La Bande à Dingo (Goof Troop) : The How-to Narrator
- 1993-1994 Bonkers : Seymour S. (16 épisodes)
- 1993-1994 : Mighty Max : Felix (12 épisodes)
- 1994 : Ranger Smith : divers personnages[réf. nécessaire]
- 1994 : Aladdin : divers personnages (saison 1, épisode 66)
- 1994 : Les Razmoket (Rugrats) : Avocat[réf. nécessaire]
- 1995-1999 : Timon et Pumbaa : Quint, Speedy the Snail et divers personnages
- 1995 : Sing Me a Story with Belle : divers personnages
- 1995 : Shnookums and Meat Funny Cartoon Show : Ian et divers personnages (9 épisodes)
- 1995-1996 : Phantom 2040 : 23 rd Phantom / 21st Phantom (4 épisodes)
- 1996 : Couacs en vrac (Quack Pack) : divers personnages
- 1996 Mighty Ducks : divers personnages
- 1996-1998 Minus et Cortex (Pinky and the Brain) : divers personnages
- 1997 : R.F.K. : [Qui ?]
- 1997 : Freakazoid! : Invisibo (2 épisodes)
- 1997-1998 : One Saturday Morning: Mr. Werks
- 1997-1998 : Animaniacs : divers personnages (2 épisodes)
- 1998 : Toonsylvania : Death (14 épisodes)
- 1998-1999 : Hercule : Zeus (18 épisodes)
- 1999 : Mike, Lu & Og : Old Queeks
- 1999-2001 Mickey Mania : Ludwig Von Drake, Chef O'Hara, Ranger J. Audubon Woodlore, le narrateur et divers personnages (29 épisodes)
- 1999 : Mona le vampire (Mona the Vampire) : Pierre de maréchal[réf. nécessaire]
- 2001 : Captain Sturdy : [Qui ?]
- 2001-2003 : Disney's tous en boîte (House of Mouse) : Ludwig Von Drake, Ranger J. Audubon Woodlore , Chief O'Hara, le narrateur; Female Von Drake, Zeus, Mad Hatter, Captain Hook, Grumpy, White Rabbit, Tweedle Dee, Tweedle Dum , Timothy Mouse, Chernabog, Cards, Caterpillar, Santa Claus, Goatman et divers personnages (51 épisodes)
- 2003 : Star Wars: Clone Wars : le Comte Dooku et San Hill
- 2006-2016 : La Maison de Mickey : Ludwig Von Drake et Tac (74 épisodes)
- 2008 : Transformers Animated : Ratchet, Megatron, Shockwave
- 2008- 2013 et 2020 : Star Wars: The Clone Wars : Comte Dooku, Cad Bane, Ziro le Hutt, Gobi Gli et divers personnages  (63 épisodes)
- 2014-2019 : Mickey Mouse : Ludwig Von Drake, Tac et divers personnages (9 épisodes)
- 2015-2016 : Star Wars Rebels : Quarrie, Gobi Glie et divers personnages (4 épisodes)
- 2017 : Star Wars : Les Aventures des Freemaker : Quarrie et divers personnages (10 épisodes)
- 2017-2019 : Chip ‘N’ Dale : Nutty Tales (en) : Tac et Ludwig Von Drake (17 épisodes)
- 2017-2021 : Mickey et ses amis : Top Départ ! : Ludwig Von Drake, Tac et divers personnages (44 épisodes)
- 2018-2021 : La Bande à Picsou (DuckTales) : Ludwig Von Drake et divers personnages (5 épisodes)
- 2020-2022 : Le Monde Merveilleux de Mickey : Ludwig Von Drake, Tac et le narrateur (3 épisodes)
- depuis 2020 : Animaniacs : divers personnages (4 épisodes - en cours)
- 2021-2024 : Star Wars: The Bad Batch : Cad Bane et Gobi Glie (4 épisodes)
- 2021 : Comment rester à la maison avec Dingo (en) (How to Stay at Home) : le narrateur
- depuis 2021 : La Maison magique de Mickey : Ludwig Von Drake, Tac et divers personnages (6 épisodes - en cours)
- depuis 2021 : Minnie's Bow-Toons (en) : Ludwig Von Drake et divers personnages (26 épisodes - en cours)
- 2022 : Tales of the Jedi : le Comte Dooku (3 épisodes)
- 2024 : Batman, le justicier masqué : Jack Ryder (saison 1, épisode 4)

### Jeux vidéo
- 1996 : Toonstruck : The Footman, Bricabrac, Goggles, Fluffy Show Announcer et WACME Quiz Master
- 1996-1998 : The Walt Disney World Explorer (en) : Narrateur
- 1999 : Superman: The New Adventures : Brainiac
- 1999 : Disney Le Retour Des Méchants (Disney's Villains' Revenge) : Captain Hook, M. Mouche (Smee), Lapin blanc (White Rabbit) et Ringmaster
- 2000 : Walt Disney World Quest: Magical Racing Tour : Dale, Moe Whiplash et Bruno Biggs
- 2000 : Mickey's Speedway USA : Pr Ludwig Von Drake
- 2000 : Donald Duck Couak Attack (Donald Duck: Goin' Qu@ckers) : Merlock et Gontran Bonheur
- 2001 : Atlantide, l'empire_perdu (Atlantis: The Lost Empire) : Gaëtan Mole Molière
- 2001 : Aladdin : La Revanche de Nasira (Aladdin in Nasira's Revenge) : Vendeur de pommes et charmeur
- 2001 : Crash Bandicoot : La Vengeance de Cortex (Crash Bandicoot The Wrath of Cortex) : Dr N. Gin, N. Tropy
- 2001 : Star Wars: Galactic Battlegrounds : Comte Dooku, Jedi Starfighter Pilot et Général Tal Ashen
- 2001 : Final Fantasy X : Tromell Guado et Maester Kelk Ronso
- 2002 :
- 2002 : Kingdom Hearts : Captain Hook, White Rabbit, The Doorknob, Floatsam et Jetsam
- 2002 : Disney Golf : Ludwig Von Drake
- 2002 : Star Wars: The Clone Wars : Comte Dooku et éclaireur de droïdes de combat
- 2002 : Star Wars: Bounty Hunter : Comte Dooku et garde de prison #1
- 2003 : Metal Arms: Glitch in the System : Colonel Alloy
- 2004 : L'Étrange Noël de monsieur Jack : La Revanche d'Oogie (The Nightmare Before Christmas: Oogie's Revenge) : Père Noël
- 2004 EverQuest II : Wizard, Marchand Ihean, Ambassadeur T'Kirr et Vladiminn
- 2004 Kingdom Hearts: Chain of Memories : Captain Hook
- 2005 : Star Wars, épisode III : La Revanche des Sith (Revenge of the Sith) : Comte Dooku, Rune Haako et Voix supplémentaires
- 2005 : Star Wars: Battlefront II : Comte Dooku, Officier impérial #2 et Ki Adi Mundi
- 2005 : True Crime: New York City : Voix supplémentaires
- 2006 : Kingdom Hearts 2 : Dale, MCP, Santa Claus, Sark, Shan-Yu (es), The Peddler et Yen Sid
- 2006 : The Legend of Spyro: A New Beginning : Volteer et Exhumor
- 2007 : God of War II : Zeus
- 2007 : Kingdom Hearts II Final Mix+ : Yen Sid, Dale, Sark, MCP, Santa Claus, Shan-Yu et The Peddler
- 2007 : The Legend of Spyro: The Eternal Night : Volteer et Exhumor
- 2007 : Cars : La Coupe internationale de Martin (Cars Mater-National Championship) : Doc Hudson
- 2007 : Disney Princesse : Un Voyage Enchanté (en) : Gus et Grumpy
- 2008 : La Légende de Spyro : Naissance d'un dragon (The Legend of Spyro: Dawn of the Dragon) : Volteer et Mason
- 2008 : Grand Chase (en) : Dungeon of Monsters
- 2008 : Transformers Animated: The Game : Mégatron, Ratchet et Shockwave
- 2008 : Kingdom Hearts Re:Chain of Memories : DiZ et Captain Hook
- 2009 : Brütal Legend : Narrateur
- 2009 :Star Wars: The Clone Wars - Les Héros de la République (Republic Heroes) : Count Dooku et Cad Bane
- 2009 : Cars: Race-O-Rama : Doc Hudson
- 2010 : God of War III : Zeus
- 2010 : Kingdom Hearts: Birth by Sleep : Ansem the Wise, Captain Hook, Magic Mirror, Yen Sid, Dale et Grumpy
- 2010 : Batman : L'Alliance des héros (Batman: The Brave and the Bold) : Red Tornado, Museum Guide et Weather Wizard (en)
- 2010 : Epic Mickey : Captain Hook et Yen Sid
- 2011 : Kingdom Hearts Re:coded : Dale et Yen Sid
- 2011 : DC Universe Online : Brainiac
- 2011 : Lego Star Wars III: The Clone Wars : Count Dooku
- 2011 : Nicktoons MLB (en) : Powdered Toast Man
- 2011 : Batman: Arkham City : Hugo Strange
- 2011 : Kinect: Disneyland Adventures : Dale, Mad Hatter, Captain Hook et Ghost Host
- 2011 : Batman: Arkham City Lockdown : Hugo Strange
- 2011 : Star Wars: The Old Republic : Darth Serevin, Jedi Master Jun Seros, Supreme Commander Rans et al.
- 2012 : Kinect Star Wars : Count Dooku, Darth Ror et Red 7
- 2012 : Kingdom Hearts 3D: Dream Drop Distance : Ansem the Wise, Yen Sid et Claude Frollo
- 2012 : Epic Mickey : Le Retour des héros (Epic Mickey 2: The Power of Two) : Yen Sid
- 2012 : Epic Mickey: Power of Illusion : Captain Hook
- 2012 : Ben 10: Omniverse : Malware
- 2013 : God of War: Ascension : Zeus
- 2013 : Kingdom Hearts HD 1.5 Remix : Captain Hook, The White Rabbit, The Doorknob, Floatsam, Jetsam et DiZ
- 2014 : Disney Magical World : Dale, Grumpy, Yen Sid, The Doorknob, Mad Hatter et Captain Hook
- 2014 : Kingdom Hearts HD 2.5 Remix : Divers
- 2014 : Fantasia : Le Pouvoir du son (Fantasia: Music Evolved) : Yen Sid
- 2015 : Disney Infinity 3.0 : Cad Bane
- 2017 : Crash Bandicoot N. Sane Trilogy : N. Gin et N. Tropy
- 2017 : Kingdom Hearts HD 2.8 Final Chapter Prologue : Ansem the Wise, Yen Sid et Claude Frollo
- 2017 : Star Wars Battlefront II : Comte Dooku
- 2018 : God of War : Zeus
- 2018 : Lego DC Super-Vilains : Hugo Strange
- 2019 : Crash Team Racing: Nitro-Fueled : Dr N. Gin, N. Tropy et Baby N. Tropy
- 2019 : Kingdom Hearts 3 : Ansem the Wise, Yen Sid, Dale et Zeus
- 2020 : Crash Bandicoot 4: It's About Time : Dr N. Gin et Nitros Oxide
- 2020 : Kingdom Hearts: Melody of Memory : Ansem the Wise
- 2021 : Crash Bandicoot: On the Run! : Dr N. Gin, Nitros Oxide
- 2022 : Lego Star Wars : La Saga Skywalker (Lego Star Wars: The Skywalker Saga) : Comte Dooku